# Kharsal
Kharsal fou un estat tributari protegit del tipus zamindari, al districte de Sambalpur a les Províncies Centrals a uns 50 km a l'oest de Sambalpur. Tenia una població de 5.135 habitants (1881) en gran part formada per gonds, binjwars, savars i alguns kultes, distribuïda en 20 pobles. La superfície era de 78 km². La capital era Kharsal situada a 21° 31′ N, 83° 33′ E / 21.517°N,83.550°E. El territori era al peu de les muntanyes Bara Panar, i en general era un territori obert amb bon terreny de cultiu amb algunes zones muntanyoses i amb un cert creixement del bosc o jungla. El territori tenia nombroses rescloses per acumular l'aigua. Els ingressos s'estimaven en 123 lliures de les que pagava 45 lliures com a tribut al govern britànic.
El territori de la vila de Kharsal i el seu entorn fou concedit vers el 1600 per Baliar Singh, raja de Sambalpur, a un senyor gond anomenat Udam. El zamindari Daya Sardar fou penjat el 1860 per haver participat en la revolta de Surendra Sai.